# Saint-Ferjeux
Saint-Ferjeux là một xã ở tỉnh Haute-Saône trong vùng Bourgogne-Franche-Comté phía đông nước Pháp.